# نصرآباد (بجستان)
نصرآباد، روستایی از توابع بخش یونسی شهرستان بجستان در استان خراسان رضوی ایران است.

## جمعیت
این روستا در دهستان سردق قرار دارد و براساس سرشماری مرکز آمار ایران در سال ۱۳۹۰، جمعیت آن ۱۹ نفر (۷ خانوار) بوده‌است.